# Diastatea ghiesbreghtii
Diastatea ghiesbreghtii är en klockväxtart som först beskrevs av Carl Ernst Otto Kuntze, och fick sitt nu gällande namn av Franz Elfried Wimmer. Diastatea ghiesbreghtii ingår i släktet Diastatea och familjen klockväxter. Inga underarter finns listade i Catalogue of Life.